# ClpP
ClpP (proteolitička podjedinica kazeinolitičke proteaze) je serinska proteaza koja sudjeluje u proteostazi eukariotskih organela i prokariotskih stanica. Također utječe na virulenciju i infektivnost brojnih patogena. 

## Struktura
ClpP proteaza građena je u obliku tetradekamernog cilindra s dva uzdužno poredana heptamerna prstena. Svaki od prstena ima aksijalnu poru koja služi kao ulaz u unutrašnjost proteolitičke komore s 14 aktivnih mjesta. Svako aktivno mjesto se sastoji od kanonske katalitičke trijade Serin-Histidin-Aspartat. Svaki ClpP monomer sastoji se od globularne domene "head" i proširene "handle" domene. 
Zbog svog potencijala kao antibakterijska meta u kasnim 90-ima, ClpP je počeo privlačiti sve više pozornosti, kada je dokazana njegova izravna veza s virulentnošću bakterija za Gram-pozitivne S. aureus i Listeria monocytogenes, zajedno s Gram-negativnom Salmonella Typhimurium.
ClpP se nalazi u matriksu mitohondrija širokog raspona eukariota. Eksprimiran je i u bakterijama i biljkama. U slučaju biljaka, kodiran je u genomu kloroplasta. 

## Funkcija
ClpP posjeduje peptidaznu aktivnost protiv peptida od ~10 aminokiselina, no ima minimalnu aktivnost protiv duljih ili strukturno kompleksnijih peptida. Neaktivan je prema proteinima. Degradacija duljih polipeptida i proteina omogućena je katalizacijom putem kompleksa ClpP sa ClpA ili ClpX. Produkti degradacije su peptidi od 5 do 15 aminokiselina. Glavna karakteristika degradacije proteina sa strane ClpAP ili ClpXP je njegova ovisnost vezanja i hidrolize ATP-a.

### Serin-histidin-aspartat trijada
Cijepanje peptidne veze katalizira katalitička trijada serin–histidin–aspartat i oksianionska rupa prisutna u svakoj ClpP podjedinici. Cijepanje se odvija u dvije faze: brzoj i sporoj.

#### Brza faza
Proces počinje vezivanjem supstrata u S1 džep. To uzrokuje pomak negativno nabijene asparaginske kiseline prema histidinskom prstenu bogatom elektronima, što pogoduje njegovoj apstrakciji protona iz hidroksilne skupine na bočnom lancu serina, rezultirajući proizvodnjom vrlo reaktivnog alkoksidnog iona u aktivnom mjestu. Alkoksidni ion zatim izvodi nukleofilni napad na peptidnu vezu na karboksilnoj strani aminokiseline koja se nalazi u džepu S1. Ova reakcija prekida peptidnu vezu. Sada je jedan kraj originalnog polipeptida oslobođen i izlazi iz aktivnog mjesta dok je drugi kraj kovalentno vezan za kisik serina.

#### Spora faza
Druga faza zahtijeva da se prekine kovalentna veza između drugog kraja proteina i serinskog kisika kako bi se peptid mogao osloboditi. Proces počinje ulaskom vode u aktivno mjesto, koja je onda napadnuta na način sličan onom u prvoj fazi, stvarajući reaktivnu hidroksilnu skupinu koja izvodi nukleofilni napad na vezu protein-serin i prekida je. Drugi peptid se tada oslobađa i enzim se vraća u izvorno stanje.

## Patologija
Perraultov sindrom (PRLTS) je klinički i genetski heterogeni autosomno-recesivni poremećaj. Glavna obilježja su gubitak sluha te uranjeno zatajenje jajnika i neplodnost. Uzrokuju ga mutacije u pet gena: HSD17B4, HARS2, CLPP, LARS2 i C10orf2. Pretpostavlja se poveznica između mutacije i promjene strukture proteina, što može narušiti njegovu funkciju, ali nejasno je kako te promjene dovode do značajki Perraultovog sindroma.
Novi dokazi pokazuju da je mitohondrijski ClpXP neophodan za podskup hematoloških maligniteta i solidnih tumora. Jedinstveno za ovu proteazu jest da i inhibicija i hiperaktivacija ClpP-a ometaju oksidacijsku fosforilaciju i imaju antikancerogene učinke. Nedavne studije identificirale su nekoliko klasa molekula koje ciljaju i moduliraju proteolitičku aktivnost ClpP s različitim stupnjevima selektivnosti i specifičnosti, međutim potrebno je više istraživanja.